# Ursula Kähler
Ursula Kähler (* 21. Januar 1944 als Ursula Heinrichs in Höxter) ist eine deutsche Politikerin (SPD). Die gelernte Buchhändlerin aus dem Kreis Plön war von 1987 bis 2005 Abgeordnete des Schleswig-Holsteinischen Landtages.
Ursula Kähler trat 1970 in die SPD ein, wurde bald Ortsvereinsvorsitzende in Martensrade und war von 1971 bis 1976 stellvertretende Kreisvorsitzende im Kreis Plön, von 1979 bis 1987 war sie Mitglied des SPD-Landesvorstandes.
Seit der Kommunalwahl 1974 war sie bis 1978 Mitglied der Gemeindevertretung Martensrade und bis 1987 Kreistagsabgeordnete, seit 1979 auch Kreisrätin. 1987 zog sie als direkt gewählte Abgeordnete (Landtagswahlkreis Plön-Nord) in den schleswig-holsteinischen Landtag ein, wo sie von 1993 bis 2000 als stellvertretende Vorsitzende der SPD-Landtagsfraktion fungierte. Sie wurde als Direktkandidatin viermal wiedergewählt.